# Inspector Gadget
Inspector Gadget es una serie de dibujos animados para televisión producida por DiC Entertainment y Boulder Media, emitida entre 1983 y 1986. Cuenta las aventuras del Inspector Gadget, un inspector torpe y despistado que es en realidad un cyborg con artilugios (gadgets) biónicos implantados en su cuerpo.
Sus misiones consisten en detener los planes de su enemigo, el Dr. Claw, líder de la malvada organización MAD, para lo cual recibe inadvertidamente la ayuda de su sobrina y su perro.
La serie fue una coproducción de Francia, Canadá, Estados Unidos y Japón, por lo que se dobló originalmente en inglés y francés. Su éxito generó otras obras basadas en los mismos personajes, tales como dos películas con actores reales: Inspector Gadget (1999) e Inspector Gadget 2 (2002); así como especiales, videojuegos y otras series.

## Sinopsis
El inspector Gadget (Truquini en el segundo doblaje hispanoamericano) es un agente de policía de Metrópolis o Metroville, en donde tienen lugar la mayoría de los episodios. Gadget es una especie de policía cyborg, con numerosos implantes biónicos instalados en su cuerpo.
Gadget vive con su sobrina Penny (Sophie en España y Francia) y su perro Brain (Finot en Francia, Sultán en España y Sabiondo en Hispanoamérica). En cada episodio, Gadget es contactado por el jefe de policía, el comisario Quimby (Gontier en España y Francia), que le entrega un mensaje en el que le explica su misión. Son una parodia de las series Misión: Imposible y Superagente 86 (el protagonista de esta última, Don Adams, también fue la voz de Gadget en la versión original).
Las misiones de Gadget siempre involucran a los agentes de la organización criminal MAD, liderada por el archivillano Dr. Claw (Dr. Gang en Francia y España). Gadget, al ser un detective atolondrado y despistado, es ayudado en secreto por Penny y Brain.
Al final de cada episodio, la última escena es algún consejo de seguridad normalmente relacionado con la temática del episodio, como era la costumbre en muchas series animadas de los años 80.

## Personajes
- Inspector Gadget: (Inspector Truquini en el doblaje mexicano de la segunda temporada) protagonista de la serie. Es un policía-cibernético no muy inteligente y bastante torpe y despistado. Sin embargo, siempre resuelve sus casos gracias a su increíble suerte y a la colaboración de su sobrina Penny y su perro Brain.
- Penny: (Sophie en Francia y España) la sobrina de Gadget, una niña muy inteligente para su edad. Acompaña a su tío en sus misiones por el mundo sin que él se entere, y es ella quien descubre y desbarata los planes de los villanos en la mayoría de los casos.
- Brain: (Finot en Francia, Sultán en España y Sabiondo o  Cerebro en Hispanoamérica) es el perro mascota de Gadget y Penny. Suele caminar a dos patas. También acompaña a Gadget por el mundo en sus misiones sin que él lo sepa, normalmente disfrazándose y velando por su seguridad mientras Penny realiza su investigación. Contacta con ella mediante un dispositivo oculto en su collar, que se comunica con el reloj pulsera de Penny.
- Jefe Quimby: (Jefe Gontier en España y Francia) comisario de policía y superior de Gadget. Al principio de cada episodio aparece disfrazado u oculto en algún lugar para comunicarle a Gadget su misión, a través de un mensaje que se autodestruye, siempre explotándole en la cara. Vuelve a aparecer al final del episodio para felicitar a Gadget por cumplir con éxito su misión.
- Doctor Claw: (Doctor Gang en España y Francia y Doctor Garra en Hispanoamérica) el antagonista principal de la serie y líder de la organización criminal MAD. En cada episodio intenta cometer algún delito que siempre acaba siendo frustrado por Gadget (o más bien, por Penny y Brain). En la segunda temporada los planes de Claw se centran más en acabar con Gadget (por ejemplo, utilizar una máquina del tiempo para eliminar a sus antepasados y así Gadget no exista en el presente). Nunca se muestra su rostro y lo único que se ve de su cuerpo son sus antebrazos y sus manos (en referencia al villano Ernst Stavro Blofeld). Siempre aparece en alguna base secreta desde la que dirige sus operaciones a través de un ordenador con el que se comunica con sus secuaces o vigila a Gadget, sentado en un sillón con las siglas de la organización MAD. Se desplaza en su MAD-móvil, que funciona como coche, avión y submarino, y va acompañado siempre de su inseparable mascota, MADGato.
- MADGato: (Gatoloco en Hispanoamérica) el gato mascota de Claw, que siempre se encuentra junto a él. Siempre ríe cuando su amo lo hace.
- Corporal Capeman: (Sargento Capaman en España y Cabo Capaudaz en Hispanoamérica) un aprendiz de superhéroe y ayudante de Gadget en la segunda temporada. Es aún más torpe y despistado que él y está obsesionado con poder volar.

En la primera temporada, en cada episodio aparecía algún villano al servicio de MAD, al que Claw utilizaba para cometer sus crímenes aprovechando sus habilidades. Eran arrestados al final del episodio y no volvían a aparecer en la serie. En la segunda temporada, sin embargo, había villanos recurrentes que aparecían en varios episodios.

## Análisis

### Argumento
El inspector Gadget es en apariencia un empleado de policía de Metro City, donde tienen lugar la mayoría de los episodios. Sin embargo, sus misiones a veces lo llevan a algún lugar exótico, generalmente sin dar ninguna explicación de cómo un crimen cometido en la otra punta de la Tierra puede tener interés para la policía de Metro City.
Con alguna rara excepción, los episodios del Inspector Gadget seguían un argumento estándar con alguna pequeña variación:
- Gadget, Penny y Brain están realizando alguna actividad familiar que es interrumpida por el comisario Quimby mediante una llamada al gadgetófono. El comisario aparece más tarde con algún disfraz extraño u oculto en algún lugar (un cubo de basura, una lavadora, detrás de un cuadro en la pared).
- Quimby entrega a Gadget una nota en la que se le explica su misión. Mientras lee la carta, los ojos de Gadget se mueven de un lado a otro y se puede oír el sonido de una máquina de escribir. La última frase del mensaje es siempre "Este mensaje se autodestruirá", una parodia de los mensajes de la serie Misión imposible. Gadget entonces dice su frase recurrente: "No se preocupe jefe, siempre cumplo con mi deber" antes de arrugar el papel y lanzarlo inintencionadamente detrás del comisario Quimby, y se aleja del lugar en total ignorancia del hecho. El mensaje estalla pocos segundos después en la cara del comisario, el cual se pregunta algo como: "¿Por qué soporto esto?".
- El Dr. Claw siempre está visualizando de alguna manera este evento en la computadora del escritorio o de su automóvil e introduce su plan y generalmente un nuevo villano a los telespectadores. Estos planes casi siempre incluyen eliminar a Gadget y robar algo valioso.
- Gadget comienza su misión ajeno a lo que sucede a su alrededor, casi siempre confundiendo a los agentes enemigos con aliados provechosos y viceversa.
- Penny envía a Brain para asegurarse de que Gadget no sufre daños. Brain hace uso de varios disfraces (aunque nunca se explica cómo los consigue) e interacciona con Gadget, quien nunca lo reconoce. Gadget generalmente suele considerar a Brain disfrazado como el principal sospechoso. Cuando interviene para salvar a Gadget de los agentes de MAD, Brain a menudo sale perjudicado (junto con los mismos agentes) en lugar de Gadget. Gadget en general no se sufre daños y cuando los sufre son por su propia culpa. Incluso cuando Gadget cae en las trampas de los agentes de MAD consigue escapar gracias a sus gadgets.
- Penny investiga el crimen y en general es la única en resolverlo gracias a su libro-ordenador. Con él puede burlar los controles de cualquier aparato electrónico. También puede a veces controlar los vehículos de los agentes de MAD y obligarlos a estrellarse. A veces, también utiliza el libro para sobrecargar las máquinas de Claw y hacerlas explotar. En este momento, Gadget resuelve el caso inintencionadamente sin darse cuenta. A veces Penny es capturada por los enemigos y Brain tiene que ir a rescatarla. Algunas veces Penny puede escapar por su cuenta si los agentes de MAD no hacen bien su trabajo o son distraídos por algo. Otras veces, escapa con la ayuda de gadgets como el libro-ordenador. Poco después de resolver el caso, Penny llama al comisario Quimby en la escena del crimen. Quimby y los policías llegan y arrestan a los agentes de MAD.
- Gadget recibe el reconocimiento por el éxito de la misión, todo el mundo cree que ha resuelto el caso por su cuenta y Quimby lo felicita. Nadie sospecha nunca que en realidad Penny y Brain hicieron todo el trabajo. Normalmente aparecen sin que Gadget sepa cómo han llegado hasta allí, pero se alegra de verlos. Como en otros dibujos animados el episodio termina generalmente con todos los personajes riendo por algo.
- Después de esto, se puede ver a Claw escaparse en su MAD-móvil y diciendo su frase recurrente "¡Te atraparé la próxima vez, Gadget! ¡La próxima vez!".
- Al igual que en otros dibujos animados de los años 80 de Dic Entertainment, la última escena del episodio es algún consejo de seguridad, generalmente relacionado con la temática del episodio.

### Los gadgets del inspector Gadget
Los gadgets (artilugios) del inspector eran el aspecto más original de la serie y aunque son fundamentales para el personaje, rara vez le ayudan realmente a resolver algún caso. El inspector puede activar estos gadgets llamándolos por su nombre “Adelante gadgetobrazos” (por ejemplo). A menudo el artilugio funcionaba incorrectamente o salía uno erróneo. Cuando esto sucede, Gadget murmura que debe arreglarlos, pero aparentemente nunca lo hace. Algunos de los gadgets se activan por reflejo en vez de nombrarlos, pero esto es raro.
El inspector parece tener un repertorio infinito de gadgets repartidos por todo su cuerpo, pero hay varios que aparecen regularmente:
- Gadgetoprismáticos: Unos prismáticos que salen por debajo de su sombrero y se colocan sobre sus ojos.
- Gadgetoparaguas: Una mano mecánica sujetando un paraguas que le sale del sombrero. Lo utiliza como paracaídas. A menudo el paraguas se da la vuelta haciéndole caer más rápidamente.
- Gadgetogabardina: Su gabardina se infla cuando tira de uno de sus botones y le permite flotar en el aire o el agua. Normalmente se desinfla por pincharse haciéndole saltar por el aire y caer de una gran altura.
- Gadgetocóptero: Una hélice de helicóptero que le sale del sombrero permitiéndole volar.
- Gadgetoesposas: Unas esposas que le salen del antebrazo.
- Gadgetorejas: Unos conos de metal que se despliegan alrededor de sus orejas y le permiten oír mejor.
- Gadgetomanos: Unas manos mecánicas que le salen del sombrero. Puede utilizarlas como manos auxiliares o pueden aparecer portando diversos objetos: una cámara de fotos, un ventilador, unas tijeras, una sierra, un abrelatas u otros objetos útiles. A veces parecen tener mente propia, por ejemplo, le rascan la barbilla mientras piensa. En otro episodio, la mano hace un gesto negativo para evitar que Gadget compre comida en mal estado.
- Gadgetolazo: su corbata se convierte en un lazo de vaquero.
- Gadgetocuello/brazos/piernas: Su cuello, brazos y piernas pueden alargarse a gran longitud. Sus piernas además contienen muelles para impulsarse al correr o saltar.
- Gadgetoimanes: Unos imanes que salen de la suela de sus zapatos, permitiéndole adherirse a superficies resbaladizas. A menudo los imanes terminan por pegarse a cualquier objeto magnético.
- Gadgetomazo: Un mazo de madera sostenido por una mano mecánica que le sale del sombrero. Suele aparecer por error y normalmente golpea a la persona equivocada, incluyendo al propio Gadget.
- Gadgetofono secreto: un teléfono oculto en su mano. La antena le sale del dedo pulgar y el altavoz del meñique. Es uno de los pocos artilugios que no necesita ser activado por la voz. Curiosamente, sólo recibe llamadas de su superior, ya que no lo usa para otra cosa.
- Gadgetoteléfono: Un teléfono normal de color rosa, sujeto por una mano mecánica que le sale del sombrero.
- Gadgetoparacaídas: Un paracaídas relativamente pequeño y rojo. Probablemente usado sólo en el episodio 48, en el que Gadget cae tras usar este accesorio en una granja, haciendo que un toro le ataque al ver el color rojo del paracaídas.
- Gadgetosirena: Una sirena de policía que se le sale del sombrero.
- Gadgetopatines: Unos patines que salen de la suela de sus zapatos. Más adelante en la serie, Gadget intenta modificarlos instalándoles cohetes propulsores. Suelen fallar aún más que el resto de los artilugios.
- Gadgetoesquís: Unos esquís que salen de las suelas de sus zapatos.
- Gadgetovela: Una mano sujetando un mástil con una vela amarilla le sale del sombrero. Usada para impulsarse por la nieve o por el agua, junto a los Gadgetoesquís.
- Gadgetomuelle: Un muelle que le sale del sombrero y le hace rebotar cuando cae de cabeza al suelo.
- Gadgetolupa: Una mano sujetando una lupa que le sale del sombrero.
- Gadgets de mano: Hay varios artilugios colocados en los dedos de sus manos, y para usarlos tiene que tirar de la punta de sus dedos. Entre ellos se incluyen: linterna, llave maestra, láser, pluma estilográfica, destornillador, extintor, pistola de agua y silbato.

### Gadgetomóvil
Al igual que su cuerpo, el automóvil del Inspector también está repleto de un número aparentemente ilimitado de artilugios. Tiene todos los clichés correspondientes a vehículos ficticios de lucha contra el crimen (como el Batimóvil, Knight Rider o el carro de James Bond, por ejemplo), incluyendo una cortina de humo, capacidad de dejar un rastro de tachuelas, para librarse de automóviles perseguidores o un cabrestante en la parte delantera. También tiene funciones más especializadas como la de aumentar la longitud de sus ruedas (de forma parecida a los brazos y piernas de Gadget) y transformarse en otro vehículo, la Gadgetocaravana, incluso estando en movimiento.
Es además prácticamente invulnerable. Ha habido ocasiones en las que se ha visto envuelto en grandes colisiones o caídas desde grandes alturas y ha permanecido prácticamente intacto.
- 01 Gadgetoruedas: Las ruedas pueden extenderse, como el cuello, brazos y piernas del inspector.
- 02 Gadgetocabrestante: Un cabrestante en la parte delantera, para agarrar vehículos enemigos.
- 03 Gadgetopistola de pegamento: Una pistola que deja pegamento industrial en el asfalto, para dejar pegados a él los neumáticos del vehículo perseguidor.
- 04 Gadgetoláser: Un potente láser que sale de la parte frontal, para cortar cosas.
- 05 Gadgetoasientos: Asientos eyectables, para poner a salvo a los ocupantes.
- 06 Gadgetogas de la risa: un gas que expulsa por el maletero.
- 07 Gadgetomisiles: Unos misiles que salen de la parte trasera, para atacar al vehículo perseguidor.
- 08 Gadgetoaceite: aceite de coche. Dos manos que salen por detrás tienen un bidón de aceite que derraman en el asfalto, para provocar que el vehículo perseguidor resbale y el conductor pierda el control.
- 09 Gadgetochinchetas: Unas chinchetas que deja sobre el asfalto, para hacer que los neumáticos del vehículo perseguidor se pinchen y el conductor pierda el control.
- 10 Gadgetoparacaídas: Un paracaídas ubicado en la parte trasera del automóvil que se activa en caso de una caída, evitando que el coche se estrelle.
- 11 Gadgetoluces de policía: En un capítulo se puede ver que el Inspector Gadget los activa cuando el caso al que asiste requiere extrema urgencia.
- 12 Gadgetoescudo: un escudo de la Edad Media que le sirve para proteger el coche.

### La organización MAD
MAD es una organización cuyo principal objetivo es cometer crímenes y causar estragos, pero también es un ingenioso juego de palabras, en inglés MAD significa "loco", lo que de por sí da una idea del carácter de dicha organización. Dirigida por el misterioso Dr. Gang, MAD parece tener numerosos agentes trabajando para ella, pero solo seis o siete se repiten a lo largo de la serie y sólo dos son nombrados: Knuckles y el Dr. Noodleman. MAD es una obvia parodia de otras organizaciones malignas ficticias como SPECTRE, con sus megalómanos planes de conquista del mundo visto entre otros sitios en las películas de James Bond. Algunos fanes han notado que en alguna pieza de merchandising aparece como un acrónimo de “Mean and Dirty” (“Malo y Sucio”), aunque ninguna mención a esto aparece en la serie y no se considera canónico. En el doblaje al español distribuido en México e Hispanoamérica se menciona en varios capítulos que el significado de MAD es "Mafiosos Asociados y Delincuentes", mientras que en el de España se define como "Malvados Astutos Diabólicos", también es posible que signifique "Malhechores Antisociales y Diabólicos" como en la serie "Tom de T.H.U.M.B".

## Producción
La idea original de la serie fue de Andy Heyward, quien también escribió el episodio piloto Gadget in Winterland en 1982. Jean Chalopin le ayudó a desarrollar el formato y el concepto del resto de episodios. Bruno Bianchi diseñó los personajes principales y ejerció de director supervisor. Peter Sauder fue el escritor principal durante la primera temporada.
La música de la intro fue compuesta por Shuki Levy y Haim Saban, los cuales también compusieron la música de otros dibujos animados de los años 80. Es interesante hacer notar que música es muy similar a En la gruta del rey de la montaña de Edvard Grieg, con sólo algunos pequeños cambios de notación y ritmo. Muchas de las melodías aparecidas son sólo variaciones del tema principal, incluso cuando aparecen escenas de fiestas o bailes. De todas formas, Levy y Saban tenían otro repertorio de temas musicales para otros personajes y momentos cómicos.
La primera temporada se emitió del 10 de septiembre de 1983 a noviembre de 1984 componiéndose de 65 episodios de 22 minutos cada uno. El episodio piloto tenía un presupuesto ligeramente superior al del resto de la serie, pero debido a problemas con la animación y al alejamiento de la fórmula, los otros 64 episodios están mejor considerados. Después de la primera temporada la serie se convirtió en un éxito mundial.
La primera temporada de la serie se repitió de 1984 a 1985, con el añadido de 21 nuevos episodios durante la segunda y última temporada de septiembre de 1985 a febrero de 1986. Se hicieron algunos cambios significativos en la fórmula durante los episodios más baratos de la segunda temporada.
- Los malvados podían ser personajes recurrentes, apareciendo la mayoría de ellos en tandas de tres episodios sin ser arrestados. Aunque esto contribuyó a mejorar la continuidad de la serie, también le hizo perder algo de fuerza. Además, algunas veces los villanos simplemente desaparecían después de tres episodios aunque no fueran arrestados, lo que resultaba confuso.
- Los objetivos de MAD estaban más dirigidos a acabar con Gadget, en lugar de los planes para dominar el mundo de la primera temporada.
- Gadget, Penny y Brain vivían ahora en una mansión de alta tecnología y llena de artilugios, y algunos episodios se desarrollaban íntegramente allí, probablemente como consecuencia del bajo presupuesto.
- Penny no se metía en problemas tan a menudo, algo que pudo haber hecho a la serie menos atractiva para los niños y haber debilitado al personaje.
- Se introdujo un ayudante de Gadget llamado Coronel Capeman que fue extremadamente impopular entre los fanes. Apareció en ocho episodios no consecutivos.

Aunque estas variaciones evitaron la repetición, la fama de la serie se hundió. Aparentemente los elementos eliminados formaban parte del éxito de la primera temporada.
Los primeros 65 episodios fueron diseñados y doblados en Canadá en el estudio de animación Nelvana siendo dirigidos por un director francés. La mayoría de los episodios fueron animados en Tokio por el Tokyo Movie Shinsha, el estudio que hizo la mayoría de las animaciones de DIC en los 80, aunque unos pocos episodios fueron animados en Taiwán por Cuckoo's Nest Studio, antes de ser acabados en postproducción por Nelvana. La serie se estrenó en septiembre de 1983 en Estados Unidos y un mes más tarde en Francia, con una versión en francés del tema musical y el título de Inspecteur Gadget.
Don Adams, la voz estadounidense de Gadget, también fue el actor que interpretaba a Maxwell Smart, el protagonista de Superagente 86, lo que hizo que las dos series tuvieran semejanzas a ojos de los estadounidenses.

## Episodios
En España, los títulos de los episodios no han sido explicitados o fijos, porque la serie se ha emitido con un único doblaje pero usando dos versiones de vídeo, francesa e inglesa, indistintamente con sus correspondientes bandas sonoras; y dicho doblaje castellano, en su pista de audio, no solía contener grabado el título de cada episodio.

## Reparto
| Personaje                 | Actor de voz original | Actor de doblaje hispanoamericano | Actor de doblaje hispanoamericano         | Actor de doblaje en España         | Actor de doblaje en España |
| ------------------------- | --------------------- | --------------------------------- | ----------------------------------------- | ---------------------------------- | -------------------------- |
| Personaje                 | Actor de voz original | 1ª temporada Los Ángeles          | 2ª temporada México                       |                                    |                            |
| Inspector Gadget/Truquini | Don Adams             | Guillermo Romano                  | Salvador Nájar                            | Jordi Estadella                    |                            |
| Sophie/Penny              | Cree Summer           | Marcela Bordes                    | Elsa Covián (sólo especial de Navidad)    | Nuria Mediavilla                   |                            |
| Sophie/Penny              | Holly Berger          |                                   | Gaby Willer                               | Nuria Mediavilla                   |                            |
| Jefe Quimby               | Dan Hennessey         | Eduardo Benjumea                  | Agustín Sauret (sólo especial de Navidad) | Luis Posada Mendoza Adriá Frías    |                            |
| Jefe Quimby               | Maurice LaMarche      |                                   | Víctor Guajardo                           | Joaquín Díaz                       |                            |
| Capaman/Cabo Capaudaz     | Townsend Coleman      | N/A                               | Maynardo Zavala                           | Pep Antón Muñoz                    |                            |
| Doctor Claw               | Frank Welker          | Isidro Olace                      | Maynardo Zavala                           | José María Alarcón Pepe Mediavilla |                            |
| Presentación e insertos   | N/A                   | Isidro Olace                      | N/A                                       |                                    |                            |

#### Voces adicionales y ambientes (Los Ángeles)
- Ignacio Campero
- Edgar Wald
- Eduardo Benjumea
- Elgar Pedrini
- Isidro Olace
- Jesús Brock
- María Becerril
- Rocío Robledo
- Víctor Mares

#### Voces adicionales y ambientes (México)
- Héctor Lee
- Juan Domingo Méndez

## Series derivadas
- El Inspector Gadget salva la Navidad (Inspector Gadget Saves Christmas en inglés)

En 1992, DiC produjo un especial de Navidad animado basado en la serie, El Inspector Gadget Salva la Navidad. En el especial, el Dr. Claw ha encerrado a Santa Claus en el Polo Norte e hipnotizó a sus duendes, obligándolos a romper todos los juguetes que se están produciendo. El Inspector Gadget, Penny y Brain viajan al Polo Norte en un intento de detener al Dr. Claw y salvar la Navidad. Este especial fue nominado para un Emmy. Don Adams, Frank Welker, Erica Horn y Maurice LaMarche proporcionan las voces de los personajes.
- Gadget Boy

En 1995 se produjo esta serie (conocida en Hispanoamérica como Inspector Truquitos) que sigue la misma premisa del inspector cibernético atolondrado, pero en la forma de un niño, quien es acompañado por la agente Heather y el perro robot G-9. Spydra es la archivillana de esta serie, quien podría considerarse como la versión femenina del Doctor Claw.
- Los viajes del Inspector Gadget (Inspector Gadget's Field Trip en inglés)

Es un spin-off de la serie original Inspector Gadget, fue producido por DIC Entertainment en 1996. La serie contó con 22 episodios en los que el Inspector Gadget se convierte en una especie de guía de turistas al visitar varias ciudades y países alrededor del mundo. Se utilizaban imágenes reales a las cuales se superponía la animación de archivo del personaje de Gadget. En esta serie, ninguno de los personajes secundarios aparece, sin embargo, Don Adams, la voz original de Gadget en inglés, retomó al personaje.
- Gadget & los Gadgetinis

La continuación del Inspector Gadget estrenada en septiembre de 2002 y finalizada en 2003 con un total de 52 episodios. Nos narra otra vez la vida del Inspector Gadget desde su ascenso a teniente en la cual le han dado dos Gadgetinis que son dos Robots idénticos al teniente Gadget, solo que con las diferencias de que son de menor estatura y con un aspecto más robótico, uno se llama Digit, de color naranja y el otro es Fidget de color azul. El inspector continúa con los mismos gadgets de siempre, aunque también se le han instalado algunos nuevos.
- Inspector Gadget (2015)

Tras el 30 aniversario de la serie y la compra de todas las propiedades de DIC Entertainment que fue absorbido por Cookie Jar Entertainment y más tarde por DHX MEDIA, esta se hace con los derechos en su totalidad de DIC entertainment y Cookie Jar, por lo que se planteó revivir la serie original de Inspector Gadget siendo fieles a su esencia original, pero adaptada a los nuevos tiempos, por eso los estudios DHX media desde finales de 2013 han llevado a cabo la producción de la nueva serie de Inspector Gadget junto con todos los personajes originales. La serie de origen Canadiense, fue estrenada principalmente en Europa, en Boomerang France el 3 de enero de 2015 y posteriormente en Australia y demás países dejando a un lado de finales de 2015 su estreno en el país de origen. La serie comienza cuando el Doctor Claw reactiva su organización criminal tras estar congelado durante años y haber desaparecido del mapa, así que el Inspector Gadget, ha tenido que abandonar su retiro para salvar el mundo una vez más. Penny ha crecido y ahora es una agente en prácticas que utilizará su inteligencia, su destreza con las artes marciales y su equipo tecnológico para mantener a su tío fuera de peligro, junto con la ayuda de su perro Brain.

## Películas de animación
A lo largo de los años, DiC Entertainment aprovechó el éxito del personaje para revivirlo en varias ocasiones de sus diferentes etapas, como en 2002 con la salida de la película "El último caso del Inspector Gadget", tras producir la serie de Gadget y Gadgetinis y que en esta ocasión recuperaba a todos los personajes originales pero con la misma apariencia que en dicha serie nombrada anteriormente. En esta película el siempre despistado inspector Gadget, se ve obligado a cambiar su querido pero ya viejo Gadgetomóbil, por un nuevo coche, más moderno y rápido. Mientras tanto, su eterno enemigo el Dr. Claw utiliza a un rival de Gadget en la lucha contra el crimen, para desacreditarse y quitarle su placa de policía. Más tarde en 2005 se produjo la primera película del personaje en animación digital 3D, "La gran aventura del Inspector Gadget: El caso del dragón volador", la cual, fue el último producto del personaje proporcionado por DiC Entertainment. En esta película Penny, la sobrina del inspector ha cumplido 16 años y el perro Brain es aún más listo. Marhham, el alcalde de Metro City ha decidido que la ciudad necesita un reclamo turístico. El alcalde cree que sus problemas se van a solucionar al encontrar bajo la cárcel del Metro City un huevo, en perfecto estado, de un prehistórico saurio gigante. Pero el doctor Claw y sus secuaces roban el huevo con la intención de utilizarlo para dominar el mundo.

## Productos
Tras la emisión de la serie y su final, se sacaron gran variedad de productos en la época de 1983 con el lanzamiento de la serie, especialmente una figura fiel al personaje al cual se le alargaban las manos, brazos, cuellos y que junto llevaba algunos de los accesorios que Gadget utilizaba en la serie idénticos. Es considerada una de las figuras más codiciadas por los fanes y una obra maestra de la ingeniería juguetera debido a la exactitud con la caricatura a día de hoy y que ha sido vendida hasta por el precio de más de 200 euros en eBay. Junto con esta figura, también se lanzaron figuras pequeñas de los personajes, el Gadgetomovil convertible y muchos más productos relacionados, todos ellos fabricados por BANDAI en Europa y Galoob en EE. UU. A lo largo de los años, también se han producido otro tipo de productos relacionados con la popularidad de la marca, aunque hayan pasado como 30 años, así como camisetas, muñecos de los personajes, figuras o juegos para móviles, Pc, Ps2, Game Boy y el primer videojuego de Inspector Gadget para iTunes por Cookie Jar "Inspector Gadget Mad Dash".
Los últimos productos del Inspector Gadget han sido un cómic lanzado en febrero de 2012 por la editorial La Galera, manteniendo al más mínimo detalle todo sobre la serie, y una línea de productos realizados por la marca SuiteBlanco quienes realizaron camisetas, necesser, calzoncillos etc. y en 2013 la remasterización de la banda sonora original de 1983 realizada por la marca Télé 80 en Francia, así como un videojuego para iTunes lanzado por DHX media tras la compra de derechos titulado "Inspector Gadget Mad Grab".
En 2024, el autor Daniel Gallego publica bajo el sello editorial de Cucúrucho ediciones el primer libro de arte oficial de la serie por su 40 aniversario titulado "Inspector Gadget: El arte de un gadgeto" en el que narra cronológicamente la historia de la fundación del estudio DIC, la creación de Inspector Gadget, el desarrollo de la serie, así como su venta a diferentes países. Cuenta con la participación de Jean Chalopin, Bernard Deyriès, Andy Heyward, Brian Lemay, Jean Barbaud y otros muchos artistas que trabajaron en la serie como directores de animación, diseñadores de personajes, guionistas, artistas de guion gráfico entre otros, interviniendo en la narración de la historia con diferentes recuerdos sobre el proceso de la producción. El libro, cuenta a su vez con el prólogo del hijo del director de la serie, Bruno Bianchi.